# Myndus vilbastei
Myndus vilbastei är en insektsart som beskrevs av Kramer 1979. Myndus vilbastei ingår i släktet Myndus och familjen kilstritar. Inga underarter finns listade i Catalogue of Life.